# Pfälzisches Oberlandesgericht Zweibrücken
Das Pfälzische Oberlandesgericht Zweibrücken ist neben dem Oberlandesgericht Koblenz eines von zwei Oberlandesgerichten des Landes Rheinland-Pfalz.

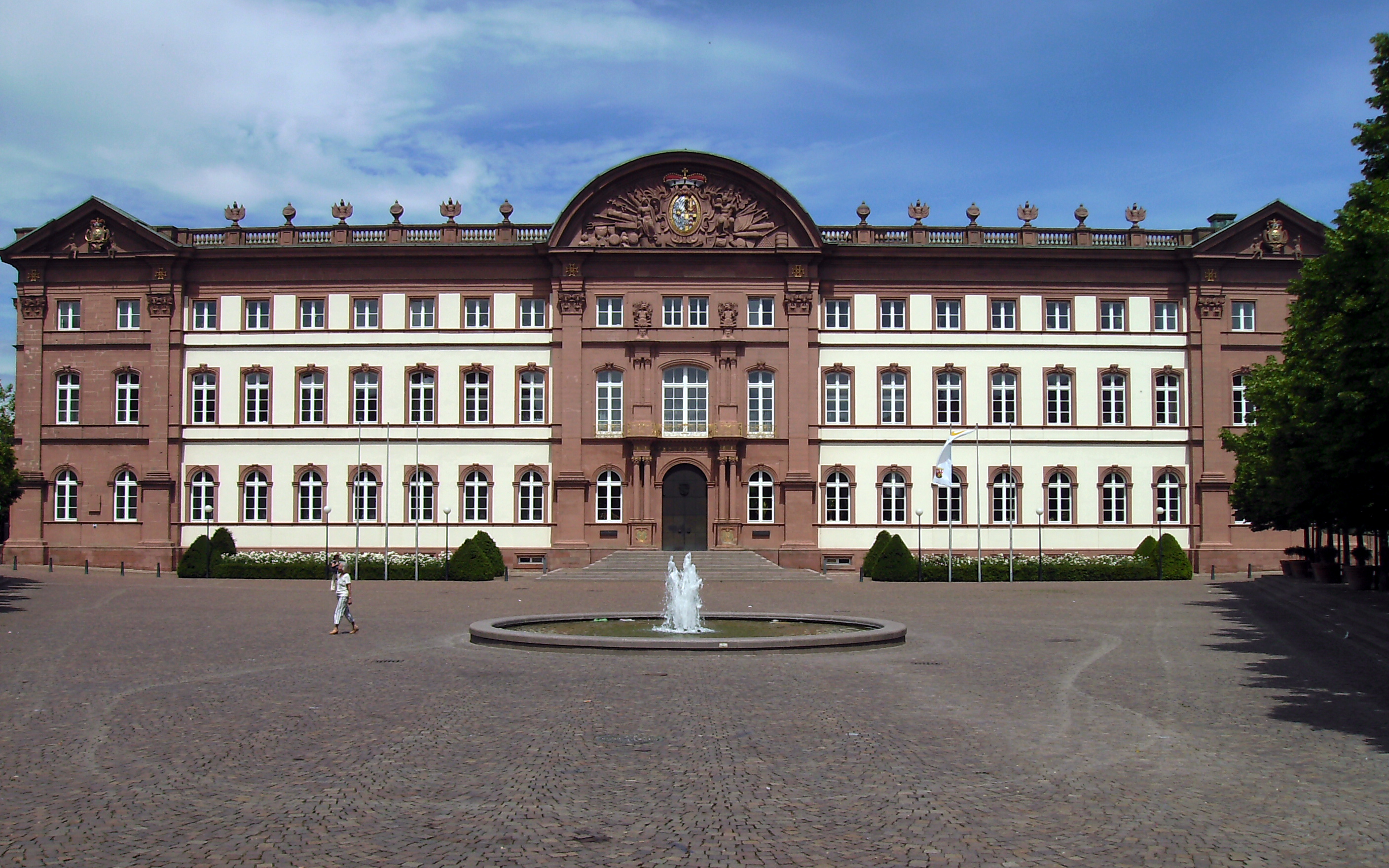
Das Zweibrücker Schloss, Sitz des Pfälzischen OLG (2007)

## Geschichte

### Vorgeschichte
Nach dem Ende der französischen Herrschaft errichtete die gegen Napoleon gerichtete Allianz in den eroberten Gebieten zunächst eine provisorische Verwaltung, in der späteren Pfalz war das die Kaiserlich-Königliche Österreichische und Königlich Bayerische gemeinsame Landes-Administration. Während das moderne materielle Recht aus französischer Zeit weitestgehend beibehalten wurde, musste die Spitze der Gerichtsverfassung neu gestaltet werden, da die örtliche Zuständigkeit der obersten französischen Gerichte politisch nun ausgeschlossen war. Die „Gemeinsame Administration“ errichtete deshalb zum 15. August 1815 in Kaiserslautern ein letztinstanzliches Gericht, den Appellationshof. Als Ergebnis des Wiener Kongresses fiel 1815 ein Teil des linken Rheinufers an das Königreich Bayern. Dieses Gebiet bildete zunächst den Bayerischen Rheinkreis, bevor es 1837 in Pfalz umbenannt wurde.

### In Bayern
In der Folge wurde aus dem Appellationshof der Königlich Baierische Appellationshof für den Baierischen Rheinkreis.
König König Maximilian I. von Bayern, der in Personalunion auch der letzte Herzog von Zweibrücken war, verlegte das Gericht zum 1. August 1816 nach Zweibrücken, wo die feierliche Eröffnung am 16. Oktober 1816 stattfand. Damit wurde die Stadt, der der Bayernkönig von Jugend an verbunden war, Sitz des höchsten pfälzischen Gerichts, wohl als Ausgleich dafür, dass die Regierung des Rheinkreises in Speyer ihren Sitz erhielt.
Im Zeitalter von Restauration und Vormärz entwickelte sich die Rheinpfalz zu einer Hochburg der liberal-demokratischen Bewegung, die im Hambacher Fest von 1832 ihren Höhepunkt fand. Führende Juristen des Zweibrücker Gerichts und aus seinem Umfeld waren Teil der Bewegung. Das führte in der Phase der anschließenden Reaktion dazu, dass etwa die Hälfte der Richter ausgetauscht wurde.
Durch das Gerichtsverfassungsgesetz vom 27. Januar 1877, Bestandteil der Reichsjustizgesetze, wurde die Justizverfassung im Deutschen Reich vereinheitlicht. Das Appellationsgericht erhielt zum 1. Oktober 1879 die Bezeichnung „Oberlandesgericht“. Auch die ihm zugeordneten Gerichte erhielten deshalb neue Bezeichnungen: Aus den Bezirksgerichten wurden Landgerichte.
Nach der Rückgliederung des Saargebiets 1935 erhielt das Oberlandesgericht 1938 die örtliche Zuständigkeit für den Bezirk des Landgerichts Saarbrücken. 1940 trat weiter die örtliche Zuständigkeit für den Bezirk des Oberlandesgerichts Metz im damaligen CdZ-Gebiet Lothringen hinzu.
In der Endphase des Zweiten Weltkriegs wurde das Oberlandesgericht zunächst nach Ludwigshafen am Rhein und dann nach Kirchheimbolanden verlegt, wo im März 1945 der Einmarsch der amerikanischen Truppen seiner Tätigkeit ein vorläufiges Ende setzte.

### In Rheinland-Pfalz
Ab 1946 – und bis 1964 – nahm es seine Tätigkeit als Oberlandesgericht Neustadt mit Sitz in Neustadt an der Weinstraße wieder auf, da sein Sitz in Zweibrücken, das Schloss Zweibrücken, durch den Krieg zur Ruine geworden war. Am 1. Januar 1965 kehrte das Oberlandesgericht in das wieder aufgebaute Schloss Zweibrücken zurück. Seit 1990 trägt es im Hinblick auf seine Geschichte offiziell die Bezeichnung „Pfälzisches Oberlandesgericht Zweibrücken“.

## Organisation

### Leitung
- Ab 27. Juni 1815: Johann Andreas Georg Friedrich von Rebmann
- Ab 26. Oktober 1824: Johann Baptist von Birnbaum
- Ab 23. März 1832: Christian von Koch
- Ab 1. Juni 1846: Heinrich von Schnellenbühl
- Ab 14. Januar 1852: Peter E. von Korbach
- Ab 20. April 1871: Ludwig Weis
- Ab 23. August 1879: Friedrich von Kiefer
- Ab 4. Dezember 1889: Ludwig von Zöller
- Ab 30. April 1896: Jakob von Fitting
- Ab 9. Juni 1898: Heinrich von Hessert
- Ab 21. April 1903: Karl von Wilhelm
- Ab 9. Juli 1908: Adolf von Lippmann
- 1. Mai 1914 – 31. Juli 1919: Adolf von Ziegler[6]
- Ab 1. August 1919: Alexander Bilabel
- 1. Januar 1927 – 30. Juni 1933: Friedrich Becker
- 1933–1945: Karl Siegel
- 14. März 1946 – 16. Juli 1946: Karl Schmitgen
- 1. Januar 1947 – 30. Juni 1949: Ludwig Ritterspacher
- 1. Dezember 1949 – 1. Juni 1963: Fritz Krüger
- Ab 1. September 1963: Wilhelm Reinheimer (* 10. August 1910; † 28. Oktober 1973)
- 19. März 1974 – 1. Juli 1986: Reinhold Mundt (* 6. April 1924; † 19. April 2011)
- Ab 1. Juli 1986: Sven Paulsen (* 25. März 1930; † 12. Dezember 2018)
- 1. April 1995 – 28. Februar 2009: Walter Dury (* 14. Februar 1944)
- 1. März 2009 – 31. Mai 2016 Willi Kestel (* 1. Mai 1951)
- Seit 24. August 2016: Bernhard Thurn

## Zuständigkeit

### Gerichtssitz, -bezirk und örtliche Zuständigkeit
Das Pfälzische Oberlandesgericht hat seinen Sitz in Zweibrücken.
Im Gerichtsbezirk des Oberlandesgerichts, der das Gebiet der Pfalz umfasst, wohnen ca. 1,5 Millionen Menschen und 1.329 Rechtsanwälte und Syndikusrechtsanwälte besaßen hier zum 1. Januar 2023 eine Zulassung.
Der örtliche Zuständigkeitsbereich gliedert sich in die Bezirke der Landgerichte Frankenthal, Kaiserslautern, Landau und Zweibrücken.

### Instanzielle Zuständigkeit
Dem Pfälzischen Oberlandesgericht ist der Bundesgerichtshof übergeordnet.
Instanziell nachgeordnet sind die oben genannten Landgerichte mit den diesen jeweils nachgeordneten Amtsgerichten.

### Sachliche Zuständigkeit
Neben der allgemeinen sachlichen Zuständigkeit in Zivil- und Strafverfahren hat das Bundesland Rheinland-Pfalz von der Möglichkeit Gebrauch gemacht, die oberlandesgerichtliche Zuständigkeit für bestimmte Angelegenheiten der Freiwilligen Gerichtsbarkeit bei einem Oberlandesgericht zu konzentrieren und diese dem Pfälzischen Oberlandesgericht zugewiesen. Zudem befindet sich das Richterdienstgericht des Bundeslandes Rheinland-Pfalz beim Oberlandesgericht Zweibrücken.